# Памятник карабахской женщине
Памятник карабахской женщине (арм. «Ղարաբաղցի կինը» քանդակ) — памятник в Ереване. Находится у здания Армянского академического театра оперы и балета им. А. Спендиарова, на пересечении проспекта Саят-Новы и ул. Теряна.

## История
Был установлен в 1988 году. Скульптуру подарил городу Фонд армянской культуры.
Скульптор Давид Ереванци за основу взял образ танцовщицы и певицы Арев Багдасарян, уроженки Шушикенда. Советские власти запретили ставить скульптуру в городе, вследствие чего произведение два года находилось в литейной мастерской. После начала Карабахского движения в 1988 году статую установили в верхней части Лебединого озера.